# 柳成龍
柳 成龍（りゅう せいりゅう、ユ・ソンニョン、嘉靖21年10月1日（1542年11月7日） - 万暦35年5月6日（1607年5月31日））は、李氏朝鮮の宣祖に仕えた宰相で、文禄・慶長の役に活躍した。字は而見（じけん）。号は西厓（せいがい）。諡は文忠。派閥は東人（分裂後南人）。本貫は豊山柳氏。柳仲郢の次男。

## 概略
慶尚道義城（現在の韓国慶尚北道義城郡）の出身で李滉（退渓）に儒教を学ぶ。科挙の司馬試を経て、別試文科で合格して官僚となった。実は幼馴染に李舜臣がいる。承文院権知副正字から、正字、春秋館記事官と順に昇格。1568年、待教、1569年、典籍・工曹佐郎となり、書状官として明にも赴く。以後、官職を順々昇っていった。
1590年、右議政に昇進し、功臣三等・豊原府院君に叙された。この豊原府院君は彼の敬称としても使われる。翌年、左議政となるが、この頃、朝廷内で内紛が激化。
1592年、豊臣秀吉の朝鮮出兵が起こると、都体察使などの要職を歴任して国政を主導した。金誠一や権慄などを抜擢し、特に同じ村の出身で幼時から面識のある李舜臣を優遇したのも柳であった。しかし宣祖と共に平壌に退く途中、初戦で失態を犯した金誠一を支持していたことや、いわゆる倭乱の責任そのものを反対派に問われた結果、領議政に任命されたその日に、すべての官職から罷免された。しかし明の援軍が来ると接待役となり、翌年、平安道偵察使となって、明の将軍の李如松と共に平壌を奪還。三道都体察使となって戦功を重ねて復権。再び領議政となり、朝鮮全軍を指揮する立場となった。また訓錬都監を創設し、壊滅した軍の再建にも努めた。
1598年、朝鮮と日本が連合して明を攻撃するという誤情報を放置したと北人派に讒言されて、策略によって失脚。1600年に宣祖によって復権されたが、老齢を理由に大臣職には付かず、1604年、功臣二等に叙されて、豊原府院君に封された。以後、事実上隠居して亡くなるまで執筆活動に専念した。
また、柳成龍は囲碁の名手であり、これにまつわる逸話が多く残されている。柳成龍は非常に廉潔であり清貧に甘んじていたが、この実情を聞いた多くの民衆が彼の家を尋ねて資財を与えたという。

### 史書
『懲毖録』は政治指導を行った柳成龍が秀吉の朝鮮出兵について朝鮮側からの戦後反省を込めて記した史料的価値が高い記録であり、江戸時代には日本に伝来して出版されて日本側の朝鮮出兵史観に大きな影響を与えた。これを見た朝鮮通信使は国家機密が流出していると本国に報告し、朝鮮国内では流通が制限された。そのほかに、『西厓集』『慎終録』『永慕録』『観化録』等がある。

## その他

### 子孫
- 韓国の俳優リュ・シウォン（柳時元）は14代目の末裔[4]
- 日本のタレントリュウ・ヒジュン（柳熺俊）は17代目の末裔[要出典]。
- 囲碁棋士の柳時熏は末裔[5]。

### 西厓柳にちなむ命名
- 西厓柳成龍 (駆逐艦) - 世宗大王級駆逐艦2番艦。